# Sebastian Schaefer

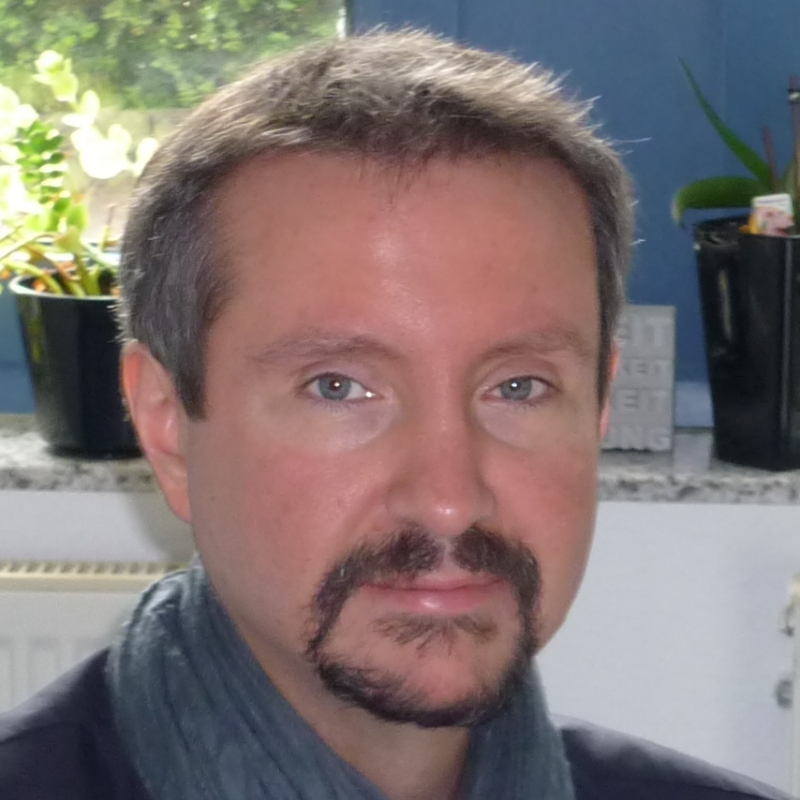
Sebastian Schaefer, 2016

Sebastian Schaefer (* 1977 in Münster) ist ein deutscher Schriftsteller. Er hat vier Romane veröffentlicht. Seine Werke sind dem Genre der Science-Fiction-Literatur zugehörig.

## Leben
Sebastian Schaefer studierte Jura und lebt in Essen.

## Auszeichnungen
Für seinen Roman Der letzte Kolonist wurde Sebastian Schaefer im Jahr 2019 auf die Longlist des Phantastikpreises der Stadt Wetzlar gesetzt. Auch für den Deutschen Science Fiction Preis 2019 wurde Der letzte Kolonist nominiert.

## Werke
- 2003: Hand am Hort, Fantasy Productions, Erkrath. ISBN 978-3890645834.
- 2008: Das Bronzetor, Heyne Verlag, München. ISBN 978-3453522626. (Überarbeitete Neuausgabe von Hand am Hort).
- 2018: Der letzte Kolonist, Eridanus Verlag, Bremen. ISBN 978-3946348191.
- 2020: G.O.T.T., Eridanus Verlag, Bremen. ISBN 978-3946348252.
- 2020: Zu etwas ganz Besonderem (Kurzgeschichte in der Anthologie Fast menschlich, Eridanus Verlag, Bremen, ISBN 978-3946348238).
- 2022: Des toten Manns Kiste, Eridanus Verlag, Bremen. ISBN   978-3946348313.
- 2022: Von dieser Welt (Kurzgeschichte in der Anthologie Alien Contagium, Eridanus Verlag, Bremen, ISBN 978-3946348337).